# Spim
Spim is spam die via de instantmessagingsystemen verstuurd wordt, spim staat voor "SPam via Instant Messaging".
Voor spammers opent dit veel nieuwe mogelijkheden. Ze ontwikkelden systemen waarbij ze automatisch en anoniem miljoenen berichten tegelijk naar willekeurige IM-gebruikers kunnen sturen.
De meeste IM-diensten (zoals AOL Instant Messenger, MSN en Yahoo! Messenger) zijn gratis. Een spammer kan dus gewoon een aantal valse identiteiten aanvragen en zijn boodschappen beginnen te versturen.
Door gebruik te maken van bots die chatrooms afzoeken worden er adressen verkregen. Daarnaast wordt er ook gebruikgemaakt van software die zelf namen genereert. Instant messenger-gebruikers kunnen een deel van de spim voorkomen door goed gebruik te maken van de buddylist of contact list, door enkel berichten toe te laten van personen die in hun lijst zitten. Hierdoor wordt het voor spimmers moeilijker om hun berichten te verspreiden. De buddylist werkt als het ware als een filter, iets waar de meeste e-mailers geen gebruik van maken.
Als tegenmaatregel gebruiken spimmers steeds vaker bugs en openingen in de IM-software om toch hun spim te kunnen versturen. Door bijvoorbeeld een link te sturen met een bepaalde code, kan de spimmer gebruikmaken van de buddylist wanneer de gebruiker de link activeert. Een andere manier om aan adressen te komen, is een chatbot die gebruikers probeert over te halen om het programmaatje toe te voegen aan de buddylist van de gebruiker en verder ook het chatbot-adres te laten verspreiden met behulp van de gebruiker.